# Phage T7
 (août 2019).
Si vous disposez d'ouvrages ou d'articles de référence ou si vous connaissez des sites web de qualité traitant du thème abordé ici, merci de compléter l'article en donnant les références utiles à sa vérifiabilité et en les liant à la section « Notes et références ».

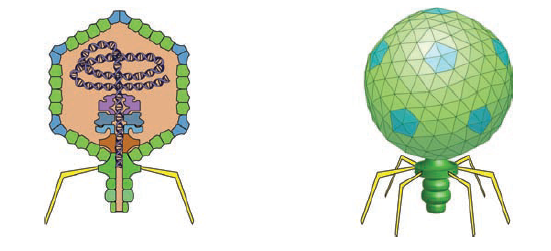
Dessin schématique d'un virion du Bactériophage T7 (coupe transversale et vue latérale)

Le bactériophage T7 est un virus qui infecte E. coli. Les études sur ce virus ont permis des développements en biologie moléculaire et de mieux comprendre l'assemblage et l'infection virale.

## Caractérisation
T7 appartient à la famille des Podoviridae (virion avec une petite queue non-contractile), c'est un virus strictement lytique (type I).
T7 a un génome de 40 kpb contenu dans une capside icosaédrique de 600 Å de diamètre. La capside contient également des protéines qui sont injectées dans la bactérie hôte lors de l'infection.

## Applications
La polymérase du phage T7 est très utilisée en biologie moléculaire.
Le phage T7 peut être utilisé pour réaliser du phage display.